# Mario González (boxe anglaise)
Pour les articles homonymes, voir Mario González et González.
Mario González est un boxeur mexicain né le 15 août 1969 à Ciudad de México.

## Carrière
Sa carrière amateur est principalement marquée par une médaille de bronze remportée aux Jeux olympiques de Séoul en 1988 en poids mouches.

### Jeux olympiques
- Médaille de bronze en -51 kg aux Jeux de 1988 à Séoul